# Witkowice (powiat koniński)
Witkowice – wieś w Polsce położona w województwie wielkopolskim, w powiecie konińskim, w gminie Wierzbinek. Miejscowość jest siedzibą sołectwa Witkowice.
W latach 1975–1998 miejscowość należała administracyjnie do województwa konińskiego. W roku 2011 miejscowość liczyła 90 mieszkańców, w tym 39 kobiet i 51 mężczyzn.